# Европско првенство у атлетици на отвореном 2014 — штафета 4 x 400 метара за жене
Такмичење у трци штафета 4 х 400 м у женској конкуренцији на Европском првенству у атлетици 2014. у Цириху одржано је 16. и 17. августа на стадиону Лецигрунд.
Титулу освојену у Хелсинкију 2012, бранила је штафета Украјине.

## Земље учеснице
Учествовало је 76 такмичарки из 16 земаља.
1. Белгија (4)
2. Италија (5)
3. Литванија (4)
4. Немачка (6)
5. Норвешка (4)
6. Пољска (6)
7. Португалија (4)
8. Румунија (4)
9. Русија (6)
10. Словачка (4)
11. Турска (4)
12. Уједињено Краљевство (5)
13. Украјина (6)
14. Финска (4)
15. Француска (6)
16. Хрватска (4)

## Рекорди
| Рекорди пре почетка Европског првенства 2014.     | Рекорди пре почетка Европског првенства 2014.                                              | Рекорди пре почетка Европског првенства 2014. | Рекорди пре почетка Европског првенства 2014. | Рекорди пре почетка Европског првенства 2014. |
| ------------------------------------------------- | ------------------------------------------------------------------------------------------ | --------------------------------------------- | --------------------------------------------- | --------------------------------------------- |
| Светски рекорд                                    | Совјетски Савез · (Татјана Ледовска, Олга Назарова · Марија Кулчунова, Олга Бризгина)      | 3:15,17                                       | Сеул, Јужна Кореја                            | 1. октобар 1988                               |
| Европски рекорд                                   | Совјетски Савез · (Татјана Ледовска, Олга Назарова · Марија Кулчунова, Олга Бризгина)      | 3:15,17                                       | Сеул, Јужна Кореја                            | 1. октобар 1988                               |
| Рекорди Европских првенстава                      | Источна Немачка · Кирстен Емелман, Забине Буш · Петра Милер, Марита Кох                    | 3:16,87                                       | Штутгарт, Западна Немачка                     | 31 August 1986                                |
| Најбољи светски резултат сезоне                   | Сједињене Америчке Државе · Диди Тротер, Сања Ричардс-Рос · Наташа Хејстингс, Џоана Аткинс | 3:21,73                                       | Насо, САД                                     | 25. мај 2014                                  |
| Најбољи европски резултат сезоне                  | Француска · Мари Гајо, Lenora Guion-Firmin · Agnès Raharolahy, Флорија Геј                 | 3:25,84                                       | Насо, САД                                     | 25. мај 2014                                  |
| Рекорди после завршетка Европског првенства 2014. |                                                                                            |                                               |                                               |                                               |
| Најбољи европски резултат сезоне                  | Француска · Мари Гајо, Мирјел Ертис-Уери, · Agnès Raharolahy, Флорија Геј                  | 3:24:27                                       | Цирих, Швајцарска                             | 17. август 2014.                              |

### Најбољи европски резултати у 2014. години
Десет најбољих атлетичарки у трци на 100 метара 2014. године до почетка првенства (12. августа 2014), имале су следећи пласман на европској и светској ранг листи. (СРЛ)
| 1.  | Француска · Мари Гајо, Lenora Guion-Firmin · Agnès Raharolahy, Флорија Геј           | 3:25,84 | 25. мај   | 6. СРЛ   |
| 2.  | Уједињено Краљевство                                                                 | 3:27,24 | 2. август | 7. СРЛ   |
| 3.  | Пољска · Малгожата Холуб, Патрицја Вићшкјевич · Агата Беднарек, Јустина Свјенти      | 3:27,37 | 24. мај   | 10. СРЛ  |
| 4.  | Италија · Кјара Бакони, Марија Енрика Спача · Елена Марија Бонфанти, Либанија Гренот | 3:27,44 | 25. мај   | 12. СРЛ  |
| 5.  | Украјина                                                                             | 3:27,66 | 22. јун   | 13. СРЛ  |
| 6.  | Немачка                                                                              | 3:28,34 | 22. јун   | 14. СРЛ  |
| 7.  | Русија                                                                               | 3:30,36 | 22. јун   | 20. СРЛ  |
| 8.  | Румунија                                                                             | 3:31,02 | 27. јул   | =25. СРЛ |
| 9.  | Белгија                                                                              | 3:32,04 | 19. јул   | 34. СРЛ  |
| 10. | Холандија                                                                            | 3:32,84 | 22. јун   | 41. СРЛ  |

Штафете чија су имена подебљана учествовале су на ЕП.

## Освајачи медаља
|                                                                    |                                                                  |                                                                      |
| Француска Мари Гајо Мирјел Ертис-Уери Agnès Raharolahy Флорија Геј | Украјина Наталија Пигида Христина Стуј Хана Рижикова Олга Земљак | Уједињено Краљевство Ајлид Чајлд Кели Масеј Шана Кокс Маргарет Адеој |

## Квалификациона норма
| без норме |

## Сатница
| Датум      | Време | Коло          |
| ---------- | ----- | ------------- |
| 16. август | 16:20 | Квалификације |
| 17. август | 15:40 | Финале        |

## Стартна листа
Табела представља листу штафета пре почетка првенства у трци штафете 4 х 400 метара са њиховим најбољим резултатом у сезони 2014, националних рекордом.
| Група | Стаза | Земља                | НРС     | НР      |
| ----- | ----- | -------------------- | ------- | ------- |
| 1     | 1     | Француска            | 3:25,84 | 3:22,34 |
| 1     | 2     | Турска               | 3:41,88 | 3:29,40 |
| 1     | 3     | Белгија              | 3:32,04 | 3:30,7  |
| 1     | 4     | Украјина             | 3:27,66 | 3:21,94 |
| 1     | 5     | Финска               | 3:34,51 | 3:25,7  |
| 1     | 6     | Румунија             | 3:31,02 | 3:25,68 |
| 1     | 7     | Португалија          | 3:35,41 | 3:29,38 |
| 1     | 8     | Италија              | 3:27,44 | 3:25,71 |
| 2     | 1     | Пољска               | 3:27,37 | 3:24,49 |
| 2     | 2     | Уједињено Краљевство | 3:27,24 | 3:20,04 |
| 2     | 3     | Немачка              | 3:28,34 | 3:15,92 |
| 2     | 4     | Словачка             | 3:37,16 | 3:37,16 |
| 2     | 5     | Хрватска             | 3:37,67 | 3:34,44 |
| 2     | 6     | Русија               | 3:30,36 | 3:18,38 |
| 2     | 7     | Литванија            | 3:33,57 | 3:27,54 |
| 2     | 8     | Норвешка             | 3:34,23 | 3:32,76 |

## Резултати

### Квалификације
За 8 места у финалу квалификовале су се по три првопласиране штафете из обе квалификационе групе (КВ) и две штафете по постигнутом резултату (кв).
| Место | Група | Стаза | Штафета              | Атлетичарке                                                                 | Време   | Белешка |
| ----- | ----- | ----- | -------------------- | --------------------------------------------------------------------------- | ------- | ------- |
| 1.    | 1.    | 4.    | Украјина             | Дарина Приступа, Олга Љахова, Хана Рижикова, Христина Стуј                  | 3:28,18 | КВ      |
| 2.    | 2.    | 6.    | Русија               | Марија Михајљук, Татјана Вешкурова, Татјана Фирова, Ксенија Задорина        | 3:28,42 | КВ, НРС |
| 3.    | 2.    | 2.    | Уједињено Краљевство | Емили Дајмонд, Кели Масеј, Викторија Охуруогу, Маргарет Адеој               | 3:28,44 | КВ      |
| 4.    | 1.    | 1.    | Француска            | Estelle Perrossieer, Мирјел Ертис-Уери, Фара Анаршарси, Agnès Raharolahy    | 3:28,58 | КВ      |
| 5.    | 2.    | 1.    | Пољска               | Iga Baumgart, Патрицја Вићшкјевич, Агата Беднарек, Јустина Свјенти          | 3:29,79 | КВ      |
| 6.    | 2.    | 3.    | Немачка              | Рут-Софија Шпилмајер, Лена Шмит, Јанин Линдберг, Лара Хофман                | 3:30,39 | кв      |
| 7.    | 1.    | 8.    | Италија              | Марија Бенедикта Кигболу, Марија Енрика Спача, Елена Бонфанти, Кјара Бацони | 3:31,31 | КВ      |
| 8.    | 1.    | 3.    | Белгија              | Летиција Либерт, Оливија Борле, Kimberley Efonye, Justien Grillet           | 3:32,22 | кв      |
| 9.    | 1.    | 6.    | Румунија             | Аделина Пастор,Михаела Нуну, Ангела Морошану, Бјенка Разор                  | 3:33,84 |         |
| 10.   | 1.    | 7.    | Португалија          | Филипа Мартинс,Вера Барбоза, Дороте Евора, Катја Езеведо                    | 3:35,41 | НРС     |
| 11.   | 2.    | 7.    | Литванија            | Ева Мисјунајте, Модеста Мораускајте, Егле Стајшиунајте, Агне Шеркшњене      | 3:36,25 |         |
| 12.   | 1.    | 5.    | Финска               | Катри Мустола, Ела Ресенен, Сана Антонен, Анина Лајтинен                    | 3:36,47 |         |
| 13.   | 2.    | 8.    | Норвешка             | Тара Марие Норум, Трине Мјоланд, Вилде Јакобсен Свортевик, Лине Клостер     | 3:36,57 |         |
| 14.   | 2.    | 4.    | Словачка             | Силвија Салговицова, Александра Штукова, Andrea Holleyová, Ивета Путалова   | 3:39,55 |         |
| 15.   | 2.    | 5.    | Хрватска             | Дора Филиповић, Марија Хижман, Луција Покос, Кристина Дудек                 | 3:42,96 |         |
| 16.   | 1.    | 2.    | Турска               | Бирсен Енгин, Тугба Којунџу, Мализ Редиф, Мерјем Касап                      | 3:48,10 |         |

### Финале
| Место | Стаза | Штафета                                                                      | Време                                   | ПВ                          | УВ      | Белешка |
| ----- | ----- | ---------------------------------------------------------------------------- | --------------------------------------- | --------------------------- | ------- | ------- |
|       | 6.    | Француска Мари Гајо Мирјел Ертис-Уери Agnès Raharolahy Флорија Геј           | 52,00 (6) 50,70 (1) 51,78 (4) 49,71 (1) | - 1:42,78 (3) 2:34,56 (4) - | 3:24,27 | ЕРС     |
|       | 5.    | Украјина Наталија Пигида Христина Стуј Хана Рижикова Олга Земљак             | 51,60 (4) 51,20 (5) 50,82 (1) 50,62 (2) | - 1:42,88 (4) 2:33,60 (3) - | 3:24,32 | НРС     |
|       | 4.    | Уједињено Краљевство Ајлид Чајлд Кели Масеј Шана Кокс Маргарет Адеој         | 51,30 (1) 51,90 (2) 51,26 (3) 50,74 (3) | - 1:42,34 (1) 2:33,60 (2) - | 3:24,34 | НРС     |
| 4.    | 3     | Русија Алена Тамкова Татјана Вешкурова Татјана Фирова Јекатерина Ренжина     | 51,50 (3) 51,20 (4) 50,85 (2) 51,43 (6) | - 1:42,74 (4) 2:33,59 (1) - | 3:25,02 | НРС     |
| 5.    | 7     | Пољска Малгожата Холуб Патрицја Вићшкјевич Joanna Linkiewicz Јустина Свјенти | 51,90 (3) 51,20 (5) 51,78 (4) 50,80 (4) | - 1:43,15 (5) 2:34,93 (5) - | 3:25,73 | НРС     |
| 6.    | 3     | Немачка Естер Кремер Кристијане Клопш Лена Шмит Рут-Софија Шпилмајер         | 51,40 (2) 52,10 (8) 52,22 (6) 51,97 (7) | - 1:43,50 (6) 2:35,72 (6) - | 3:27,69 | НРС     |
| 7.    | 3     | Италија Кјара Бацони Марија Енрика Спача Елена Бонфанти Либанија Гренот      | 52,90 (7) 51,70 (6) 52,53 (8) 50,05 (5) | - 1:44,72 (7) 2:37,25 (7) - | 3:28,30 |         |
| 8.    | 3     | Белгија Летиција Либерт Оливија Борле Kimberley Efonye Justien Grillet       | 53,50 (8) 51,80 (7) 52,22 (7) 53,98 (8) | - 1:45,46 (8) 2:37,84 (8) - | 3:31,82 | НРС     |